# José Jorge Loayza
José Jorge Loayza y Cossío, (Lima, 23 de abril de 1827-Ibídem, 28 de mayo de 1904) fue un abogado, magistrado y político peruano. Fue presidente del Consejo de Ministros (1871-1872, 1878 y 1898-1899), ministro de Hacienda (1865), ministro de Relaciones Exteriores (1870-1872), ministro de Justicia e Instrucción (1878 y 1898-1899) y encargado interino del Ministerio de Relaciones Exteriores (1898). Presidió también la Corte Suprema de Justicia (1893-1895) y fue decano del Colegio de Abogados de Lima (1866 y 1877-1878).

## Biografía
Estudió en el Convictorio de San Carlos, hasta obtener su título de abogado en 1853. Nombrado relator de la Corte Superior de Lima, renunció para dedicarse al ejercicio forense.
Fue ministro de Hacienda del gobierno del general Juan Antonio Pezet, pero solo por cuatro meses pues dicho gobierno finalizó abruptamente con el triunfo de la revolución del coronel Mariano Ignacio Prado, en noviembre de 1865. Se asiló entonces en la legación de Francia, junto con otros personajes del régimen de Pezet, como Pedro José Carrillo, Pedro José Calderón y Manuel Ignacio de Vivanco.
Fue decano del Colegio de Abogados de Lima en 1866 y de 1877 a 1878.
En 1870, siendo presidente José Balta, fue nombrado ministro de Relaciones Exteriores, integrando el gabinete presidido por Juan Francisco Balta y luego por el general José Allende. En 1871 pasó a ser presidente del Consejo de Ministros ante la renuncia de Allende, manteniéndose en el despacho de Relaciones Exteriores.  Le tocó acompañar a Balta durante la sangrienta revolución de los coroneles Gutiérrez (que eran cuatro hermanos), que tuvo como trágico corolario la muerte del presidente y de tres de los golpistas, estos últimos a manos de la muchedumbre enfurecida.
Entre 1874 y 1875 editó La Gaceta Judicial, junto con Manuel Atanasio Fuentes, José Antonio Barrenechea, Ramón Ribeyro y Alfredo Gastón.
Durante el segundo gobierno de Mariano Ignacio Prado fue nombrado ministro de Justicia e Instrucción y presidente del Consejo de Ministros (1878).  Durante este período ocurrió el asesinato del líder civilista y expresidente Manuel Pardo, entonces presidente del Senado. Poco después, Loayza debió renunciar con su gabinete en pleno.
Al estallar la guerra del Pacífico, integró la Junta Central Administradora de Donativos para la Guerra con Chile, junto con otras personas importantes de la ciudad de Lima.
Durante la dictadura de Nicolás de Piérola fue nombrado consejero de Estado (1880). Al organizarse la defensa de Lima contra los chilenos, sirvió como soldado de la reserva y luego en la Junta Central de Ambulancias.
Finalizada la guerra, se desempeñó como vocal interino de la Corte Suprema (1884-1886), y luego titular. Presidió dicho tribunal supremo entre 1893 y 1895.
Nuevamente fue ministro de Justicia e Instrucción y presidente del Consejo de Ministros, durante el último tramo del gobierno constitucional de Nicolás de Piérola (1898-1899). Accidentalmente se encargó del despacho de Relaciones Exteriores, de mayo a junio de 1898.